# Hans Trüb
Hans Trüb (* 26. August 1889 in Aarau; † 8. Oktober 1949 in Zürich) war ein Schweizer Arzt und Psychotherapeut.

## Leben und Werk

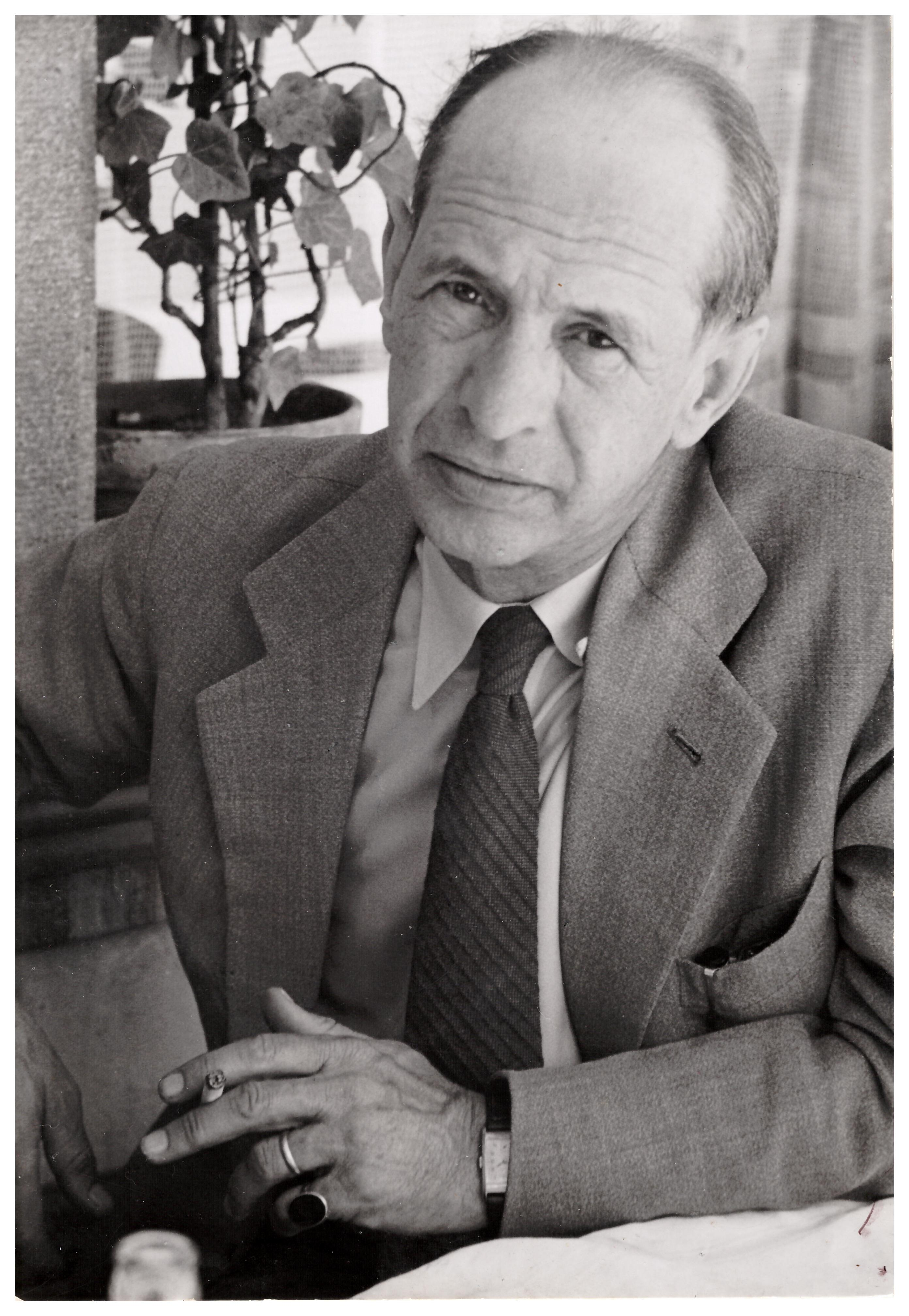
Hans Trüb im Jahr 1949

Hans Trüb wurde 1889 als viertes von fünf Kindern des Aarauer Druckunternehmers August Trüb geboren. Bereits als Schüler an der Kantonsschule engagierte er sich in der Jugendbewegung des Schweizer Wandervogels, für den er 1912 eine bekannte Liedersammlung zusammenstellte. Die Fahrtenlieder der Schweizer Wandervögel wurden bis in die 1970er Jahre in zahlreichen Auflagen nachgedruckt.
Von 1909 bis 1914 studierte Trüb in Genf, Zürich, Kiel und München Medizin. 1913 machte er in Zürich Bekanntschaft mit C. G. Jung, zu dessen intellektuellem Kreis er fortan gehörte. 1915 heiratete Trüb Susanna (genannt Susi) Wolff, die Schwester von Jungs Mitarbeiterin Antonia (genannt Toni) Wolff. Aus der Ehe gingen fünf Kinder hervor. Seinen Militärdienst während des Ersten Weltkriegs leistete er als Sanitätsoffizier u. a. im Tessin, wo die Familie später ein Haus erwarb. Parallel dazu war Trüb als Assistenzarzt an der von Eugen Bleuler geleiteten Psychiatrischen Universitätsklinik Zürich tätig, wo er 1917 bei Hans W. Maier promovierte.
Nach einer Lehranalyse bei Maria Moltzer und C. G. Jung eröffnete Hans Trüb 1918 in Zürich eine psychotherapeutische Praxis. Seit 1916 war er zudem Mitglied des von Jung gegründeten Psychologischen Clubs Zürich, dessen Präsident er 1920 wurde. Im Herbst 1922 überwarf er sich jedoch mit Jung, der den Sitzungen des Clubs fernblieb, bis Trüb im Frühjahr 1924 als Präsident zurücktrat. Fortan konzentrierte sich Trüb vor allem auf seine praktische Tätigkeit als Psychotherapeut. In der komplexen Beziehung zu Jung wechselten sich Phasen der Wiederannäherung mit solchen der Distanzierung ab.
Seit 1923 war Trüb eng mit Martin Buber befreundet, über den er weitere deutsche Gelehrte wie Franz Rosenzweig, Ernst Michel und Viktor von Weizsäcker kennenlernte. Unter dem Einfluss von Bubers Dialogphilosophie entwickelte Trüb eine psychotherapeutische Methode, welche die interpersonale Beziehung zwischen Therapeut und Klient ins Zentrum stellte. In der Zeitschrift Die Kreatur veröffentlichte er 1929/30 zwei Aufsätze, mit denen er die neue Methode einführte. In weiteren Schriften wie Psychosynthese als seelisch-geistiger Heilungsprozess (1936) und Vom Selbst zur Welt (1947) legte Trüb seine Grundlegung einer dialogischen Psychotherapie dar.
Am 8. Oktober 1949 verstarb Hans Trüb unerwartet an einem Herzschlag. Sein Hauptwerk Heilung aus der Begegnung erschien 1951 im Klett-Verlag, zu Ende geführt von Ernst Michel und Arië Sborowitz und mit einem Geleitwort von Martin Buber. War die Rezeption von Trübs Werk zunächst stark von seiner kritischen Auseinandersetzung mit C. G. Jungs Psychologie bestimmt, wird seit den 1980er Jahren sein früher Beitrag zu einer dialogischen Psychotherapie gewürdigt.

## Trübs dialogische Psychotherapie
Inspiriert von der Lektüre von Bubers Ich und Du (1923) erprobte Hans Trüb ab den 1920er Jahren mit seinen Klienten eine psychotherapeutische Methode, die er zunächst als „Beziehungsanalyse“, dann als „Psychosynthese“ und zuletzt als „dialogisch-anthropologisches Vorgehen“ beschrieb. Bestimmend blieb dabei der Grundgedanke, dass sich Therapeut und Klient als „Partner“ gegenübertreten. Im geschützten Raum des Sprechzimmers soll sich ein Dialog entspannen, der die Konfrontation des neurotischen Klienten mit verdrängten Selbstanteilen ermöglicht und zugleich Perspektiven für die Rückkehr in die soziale „Welt“ aufzeigt. Trüb anerkannte damit Jungs tiefenpsychologische Methode als Mittel zur Selbsterfahrung weiterhin an, warnte aber davor, die „Individuation“ als Selbstzweck zu begreifen. Als „geheilt“ sah er Patienten an, die sich ihrer Verantwortung als interagierende Mitglieder der Gesellschaft wieder stellen können – und der Leitung des Therapeuten nicht mehr bedürfen.

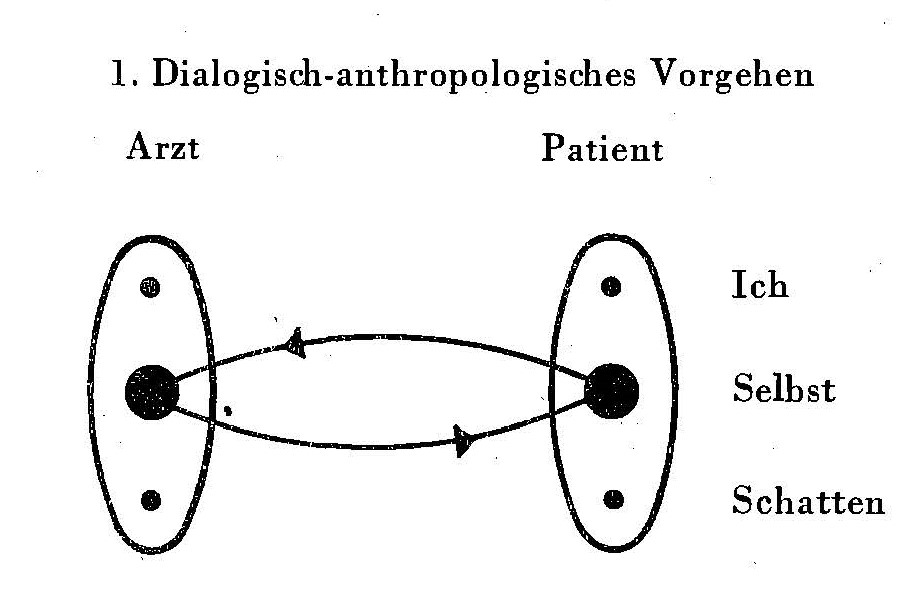
Schema aus Trübs Werk Heilung aus der Begegnung (1951, S. 44).

In seinem postum erschienenen Hauptwerk beschreibt Trüb sein „dialogisch-anthropologisches Vorgehen“, das sich in der Praxis mit dem „dialektisch-psychologischen Vorgehen“ von Freud und Jung auch kombinieren lasse, wie folgt:
"In der anthropologischen Grundhaltung spricht der Arzt den Patienten in seinem Selbst als namentliches Du an und stellt ihn so auf die ganzheitliche Zwiesprache hin. Diese dialogische Begegnung ist in Einem sowohl Ausgangspunkt als Ziel unserer therapeutischen Bemühung. In ihr entspringt und vollzieht sich die wahre Heilung der Neurose. Das heißt: im Wagnis dieser Begegnung, in ihrem Gelingen oder Mißlingen kennzeichnet sich untrüglich der Prozeß der Heilung im positiven oder negativen Aspekt. [...]

Indem wir im unmittelbaren Appell das personale Selbst des Patienten wachrufen und ihn derart in seiner Zwiesprachefähigkeit dauernd wach zu erhalten versuchen, werden zugleich die latenten Kräfte und Fähigkeiten der Seele in Anspruch genommen und in den Heilungsprozeß mehr und mehr einbezogen. In dem Maße, als sich die dialogische Beziehung zum Arzt vertieft und entfaltet, gewinnt das Selbst neuen Mut und die Kraft, sich seiner seelischen Ausdrucksorgane zu bedienen und sie im Leben mit der Welt einzusetzen." (Heilung aus der Begegnung, 1951, S. 45)

## Schriften
- Fahrten-Lieder der Schweizer Wandervögel. Aarau 1912, zahlreiche Neuauflagen bis 1974.
- Über Aufmerksamkeit und Anpassungsfähigkeit bei Gesunden und Kranken (unter besonderer Berücksichtigung des Stupors). Experimentelle Untersuchungen mit dem Rauschburgschen Mnemometer (Diss.). Berlin 1917.
- Eine Szene im Sprechzimmer des Arztes. In: Die Kreatur III (1929), Heft 1, 53–60.
- Aus einem Winkel meines Sprechzimmers. In: Die Kreatur III (1929/30), Heft 4, 403–420.
- Individuation, Schuld und Entscheidung. Über die Grenzen der Psychologie. In: Die Kulturelle Bedeutung der Komplexen Psychologie, hrsg. v. Psychologischen Club Zürich. Berlin 1935, 529–555.
- Psychosynthese als seelisch-geistiger Heilungsprozeß. Zürich/Leipzig 1936.
- Rudolf Pannwitz. Lebenshilfe. Hrsg. von Hans Trüb und Erwin Jaeckle. Zürich 1938.
- Vom Selbst zur Welt. Der zwiefache Auftrag des Psychotherapeuten. Zürich 1947.
- Heilung aus der Begegnung. Eine Auseinandersetzung mit der Psychologie C. G. Jungs. Mit einem Vorwort von Martin Buber. Ernst Klett Verlag, Stuttgart 1951; weitere Auflagen 1962 und 1971.

Neuherausgabe des Gesamtwerks:
- Heilung aus der Begegnung. Überlegung zu einer dialogischen Psychotherapie. Erweiterte Neuausgabe, herausgegeben und mit einer Einleitung versehen von Milan Sreckovic (Edition Humanistische Psychologie). Bergisch Gladbach 2015, ISBN 978-3-89797-091-5.
- Welt und Selbst. Bausteine einer modernen Psychotherapie. Gesammelte Schriften, herausgegeben von Nadir Weber, mit einem Nachwort von Frank-M. Staemmler (Edition Humanistische Psychologie). Gevelsberg 2020, ISBN 978-3-89797-117-2.